# Bandera de Canelones
La bandera de Canelones, al costat de l'escut d'armes, és un dels símbols oficials del departament de Canelones, al sud de l'Uruguai. Va ser aprovada el 18 de juny del 2010 i el seu creador és Eduardo Taranco, originari de la ciutat de Santa Lucía.
La bandera té nou franges de color blau, en les quals es dividia la bandera de l'Uruguai de l'any 1828. Cadascuna d'aquestes franges representaven els primers nou departaments del país: Canelones, Cerro Largo, Colonia, Durazno, Maldonado, Montevideo, Paysandú, San José i Soriano. Va ser la bandera oficial fins al 12 de juliol de 1830, quan va ser substituïda per l'actual.
Finalment, la franja diagonal vermella representa les idees de l'heroi nacional, José Gervasio Artigas, la bandera del qual també és considerada símbol patri de l'Uruguai i d'algunes províncies argentines.